# Attagenus luteofasciatus
Attagenus luteofasciatus es una especie de coleóptero de la familia Dermestidae.

## Distribución geográfica
Habita en Tanzania.